# تپه قره‌گونی
تپه قره گونی مربوط به دوره اشکانیان - دوره ساسانیان - سده‌های متاخر دوران‌های تاریخی پس از اسلام است و در شهرستان گرمی، بخش انگوت، دهستان انگوت غربی، روستای پیرلی واقع شده و این اثر در تاریخ ۲۷ اسفند ۱۳۸۶ با شمارهٔ ثبت ۲۲۶۰۳ به‌عنوان یکی از آثار ملی ایران به ثبت رسیده است.